# Catedral de San Elías y San Gregorio el Iluminador
La Catedral de San Elías y San Gregorio el Iluminador (en armenio: Սուրբ Գրիգոր Լուսաւորիչ – Սուրբ Եղիա աթոռանիստ եկեղեցւոյ) es la iglesia catedral de la archieparquía de Beirut de los armenios en la ciudad de Beirut, la capital del Líbano. Es la sede principal del Patriarcado Católico Armenio de Cilicia. El orden en el que los nombres de los dos santos -San Elías y San Gregorio el Iluminador - se presentan en nombre de la catedral, no es fijo. La arquitectura de la catedral refleja algunos cambios con respecto a la arquitectura armenia tradicional, ya que se inspira en representaciones artísticas de Roma.La construcción fue promovida en 1928 por el Papa Pío XI.

## Véase también

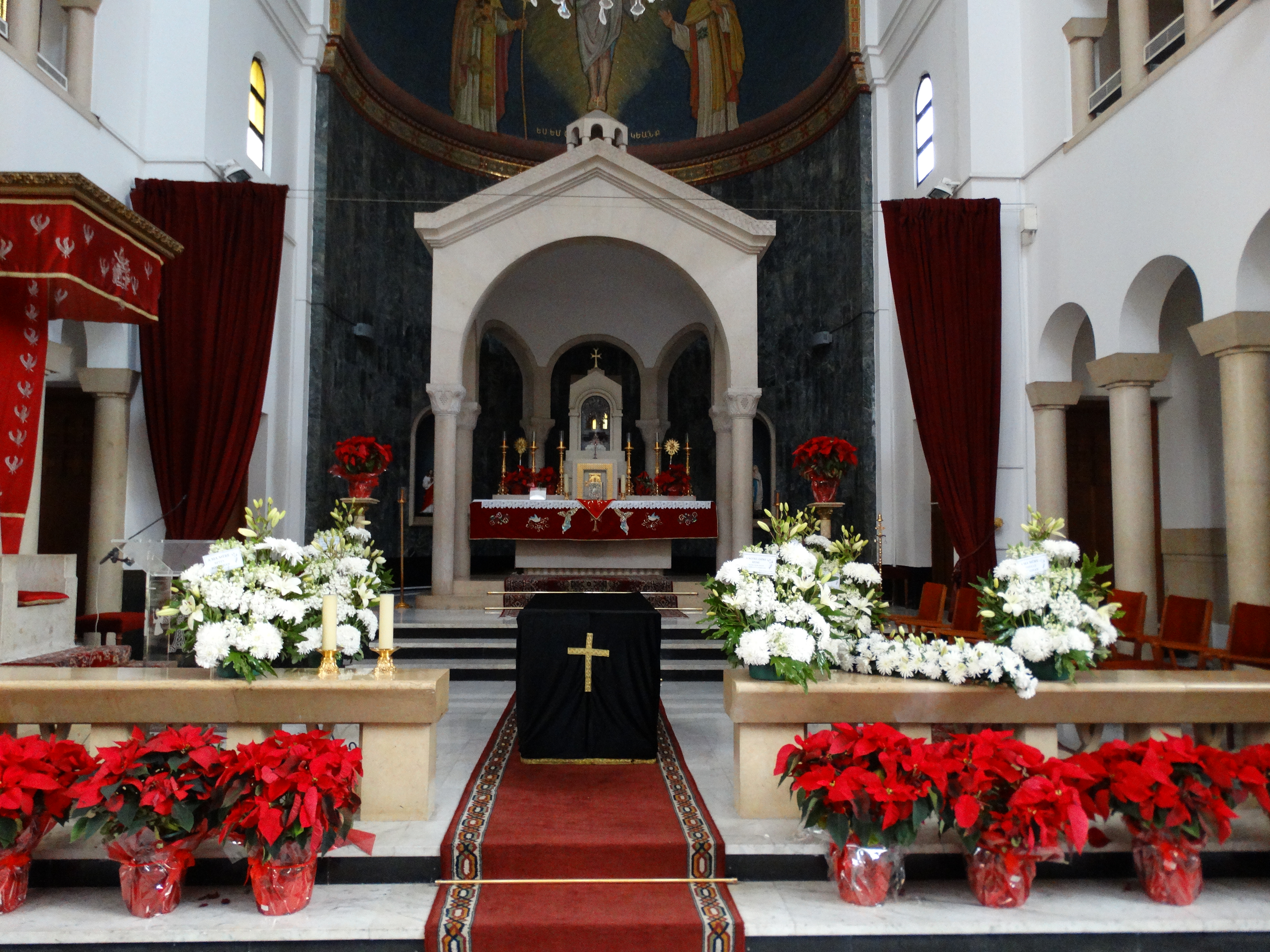
Catedral de san Elias y Gregorio el Iluminador, vista interior.